# Margarita Penón Góngora
Margarita Penón Góngora (San José, 11 de octubre de 1948) fue la primera dama de Costa Rica de 1986 a 1990. Precandidata a la presidencia de su país en 1993, con el Partido Liberación Nacional (PLN). Diputada de la Asamblea Legislativa de Costa Rica con el Partido Acción Ciudadana (PAC) entre 2002 y 2005.

## Biografía
Nació en San José, el 11 de octubre de 1948, en el seno de una familia costarricense. Hija de Eugenio Penón Ferrer y Margarita Góngora Hernández. Realizó sus estudios de enseñanza primaria en la Escuela República del Perú, la enseñanza media en el Colegio Saint Clare, en Moravia y el Colegio Pius XI, en Wisconsin, Estados Unidos. Se graduó de Bachiller en química de la Universidad de Vassar en la ciudad de Poughkeepsie, Nueva York.
Se casó en San Francisco de Heredia el 27 de abril de 1973 con Óscar Arias Sánchez dos veces Presidente de la República (1986-1990) y (2006-2010) y Premio Nobel de la Paz 1987. Con ella tuvo dos hijos: Silvia Eugenia y Óscar Felipe Arias Penón
Su principal lucha como primera dama se realizó en pro de la igualdad de género. Promovió un proyecto de ley de Igualdad Real, aprobado en 1989, que mejoró la situación de la mujer en áreas tales como la propiedad, el trabajo, la herencia en la unión libre y la represión de la violencia doméstica. También participó en labores de bienestar social, la preservación de las tradiciones nacionales, la lucha por el ambiente, la limpieza y el ornato de las poblaciones, el establecimiento de parques en comunidades rurales, la lucha contra las drogas y la violencia contra los niños.
Participó en los empeños de su esposo por la paz centroamericana y lo acompañó en muchos de sus viajes al exterior y en la ceremonia en la que recibió el Premio Nobel de la Paz. Fue la primera Presidenta de la Fundación Arias para la Paz y el Progreso Humano. Además formó parte de un grupo de asesores del Ex Secretario General de la ONU Boutrus Boutrus Ghali, en la preparación de la Conferencia Mundial de las Mujeres celebrada en Beijing en 1995. También ha pertenecido a varias fundaciones de gran prestigio.
Fue la primera costarricense que aspiró a una candidatura para la Presidencia de la República por el Partido Liberación Nacional (1993) y su participación abrió nuevas posibilidades para la mujer en el campo político. Renunció a este Partido en el 2001 y le dio su adhesión al Partido Acción Ciudadana.
En la Asamblea Legislativa fue elegida diputada en el año 2002 por el Partido Acción Ciudadana (PAC) y fue Presidenta de la Comisión de la Mujer, Secretaria de la Comisión de Asuntos Hacendarios e integrante de la Comisión con Potestad Legislativa Plena Segunda y de la Especial Mixta de Pacto Fiscal. Renunció en 2005 poco después de que su exesposo anunciara su intención de llegar a la presidencia de nuevo una vez aprobada la reelección presidencial. Para las elecciones de 2014 dio la adhesión al candidato de Acción Ciudadana Luis Guillermo Solís quien venció en los comicios (Administración 2014-2018). Fue nombrada representante costarricense ante el BCIE pero renunció por lo que no llegó a ejercer el cargo.   
En las elecciones del 2018, doña Margarita Penón acompañó al candidato del Partido Acción Ciudadana (PAC) Carlos Alvarado Quesada, quien fue elegido Presidente de Costa Rica para el periodo 2018-2020, en segunda vuelta electoral. Fue el mismo Presidente Alvarado quien la nombró como Garante Ética de su Gobierno, cargo al que renunció poco después.